# NGC 4316
NGC 4316 este o galaxie spirală situată în constelația Fecioara. A fost descoperită în 17 martie 1882 de către Ernst Wilhelm Tempel. Se află la o distanță de 27,93 de megaparseci de Pământ.